# درو فيشر
درو فيشر هو حكم كرة قدم ولاعب كرة قدم كندي، ولد في 10 يوليو 1980.